# Травиата
«Травиа́та» (итал. La traviata — «падшая», «заблудшая», от гл. traviare — сбивать(ся) с пути) — опера Джузеппе Верди в 3 действиях, 4 картинах на либретто Франческо Мария Пьяве по мотивам романа Александра Дюма-сына «Дама с камелиями» (1848). Премьера состоялась 6 марта 1853 года в театре «Ла Фениче» в Венеции и потерпела провал, однако, переработанная, вскоре стала одной из знаменитейших и популярнейших опер. Премьера второй редакции состоялась 6 мая 1854 года в Венеции, в Театре Сан-Бенедетто (Виолетта — Мария Специя-Альдигьери).
Необычными для оперной постановки того времени были:
- выбор главной героини — куртизанки, умирающей от неизлечимой болезни;
- действие оперы в современном для слушателей Париже (середины XIX века).

Как и в «Риголетто» и «Трубадуре», Верди в «Травиате» в центр драмы помещает персонажа, отвергнутого обществом.

## Содержание оперы

### Структура
Оригинальная партитура оперы делится на три акта: 
действие первого проходит в салоне Виолетты, 
второго — в её загородном доме и во дворце Флоры Бервуа, 
третьего — в последней квартире Виолетты. 
Большая длина второго акта привела к тому, что при постановке его естественным образом стали разбивать на два действия, и в наши дни «Травиата» обычно ставится как опера в четырёх картинах с тремя антрактами.

### Действующие лица
| Персонажи                                 | Голос         |
| ----------------------------------------- | ------------- |
| Виолетта Валери, куртизанка               | сопрано       |
| Альфред Жермон, небогатый молодой человек | тенор         |
| Жорж Жермон, его отец                     | баритон       |
| Флора Бервуа, подруга Виолетты            | меццо-сопрано |
| Барон Дуфоль, любовник Виолетты           | баритон       |
| Виконт Гастон де Леторьер                 | тенор         |
| Маркиз д’Обиньи                           | бас           |
| Доктор Гренвиль                           | бас           |
| Аннина, служанка Виолетты                 | сопрано       |

### Содержание оперы

#### I акт
Октябрь, середина XIX века, Париж
Куртизанка Виолетта Валери устраивает званый вечер в своём салоне. Ей представляют молодого человека, недавно приехавшего в Париж из провинции, Альфреда Жермона, который производит впечатление куда более внимательного и чуткого мужчины, чем её нынешний любовник, барон Дуфоль. Альфред уже год как безответно влюблён в Виолетту, но она не принимает юношу всерьёз. 
В разгар веселья он произносит страстный тост во славу любви (дуэт «Libiamo ne’ lieti calici»). Внезапный приступ кашля вынуждает Виолетту покинуть зал, Альфред следует за ней. Он признаётся в своих чувствах и пытается убедить её изменить образ жизни и уехать с ним. Виолетта объясняет ему, что не умеет любить (дуэт «Un dì, felice, eterea») и убеждает его найти другую, но, поддавшись порыву, дарит юноше цветок камелии, который Альфред должен вернуть, когда тот засохнет — а значит, завтра будет новая встреча. Гости расходятся. Куртизанку тронули слова Альфреда; она понимает, что он ей не безразличен. Её манит возможность быть любимой, но она пытается отогнать от себя мысли о любви, считая их безумными: (кабалетта Sempre libera).

#### II акт
Январь, дом в пригороде Парижа
Виолетта последовала совету Альфреда и оставила свет, теперь любовники живут в загородном доме недалеко от Парижа. 
Случайно Альфред узнаёт, что его возлюбленная тайком распродаёт своё имущество, чтобы обеспечить их нынешнюю жизнь. Пристыженный, он возвращается в Париж, надеясь раздобыть немного денег. В его отсутствие в дом приходит Жорж Жермон, отец Альфреда, который считает, что куртизанка губит репутацию не только его сына, но и всей семьи: жених его дочери пригрозил, что расторгнет помолвку, если Альфред не порвёт с Виолеттой. Отец Альфреда требует прекратить любовные отношения. Виолетта знает, что больна туберкулёзом и в скором времени умрёт, поэтому соглашается на уговоры Жермона-старшего. Она уезжает, оставив Альфреду прощальное письмо. Вернувшийся Альфред находит письмо: он уверен, что Виолетта оставила его из-за денег. Из письма он узнаёт, что девушка решила вернуться к прежнему образу жизни. Жорж Жермон уговаривает сына вернуться домой, но тот не соглашается. Неожиданно он находит приглашение на бал от подруги Виолетты Флоры Бервуа. Альфред решает вернуться в Париж, чтобы отомстить за измену.
Бал-маскарад во дворце Флоры
Виолетта в зал входит под руку с бароном Дуфолем, но ей не радостно в этот час: она остро переживает разрыв с возлюбленным. Среди гостей находится и Альфред, которому везёт в карточной игре. Он ищет ссоры с бароном. Когда гости расходятся по другим залам, Виолетта просит Альфреда уехать, опасаясь за жизнь молодого человека. Он согласен уйти лишь в том случае, если она поедет с ним; девушка отказывается, в порыве гнева говорит, что любит Дуфоля. Ревнивый Альфред собирает в зале всех гостей и публично оскорбляет Виолетту, бросив ей в лицо выигранные деньги в качестве платы за любовь. Виолетта падает без сознания на пол. Отец Альфреда упрекает сына за такой поступок. Дуфоль вызывает соперника на дуэль. Виолетта опечалена, потому что не может сказать Альфреду правду.

#### III акт
Февраль. Комната Виолетты
Состояние Виолетты сильно ухудшилось, она уже не встаёт с постели и приказывает своей служанке Аннине раздать все деньги беднякам. Ей приносят письмо от Жермона-старшего; он пишет, что во время дуэли его сын ранил барона и из-за этого вынужден был на некоторое время уехать за границу, но в скором времени вернётся — старик не выдержал угрызений совести и признался сыну, что это он вынудил Виолетту покинуть Альфреда. Через открытое окно до Виолетты доносятся звуки музыки и крики толпы — в Париже карнавал! Внезапно приезжает Альфред, влюблённые счастливы и строят планы, но силы покидают Виолетту. Альфред клянётся ей в любви, она же дарит ему медальон, который должна будет носить будущая невеста Альфреда. Альфред в отчаянии умоляет её остаться с ним, на мгновенье Виолетта чувствует прилив сил, а затем умирает на руках Альфреда.

## Состав оркестра
2 флейты, 2 гобоя, 2 кларнета, 2 фагота, 4 валторны, 2 трубы, 3 тромбона, арфа, литавры, тарелки, большой барабан, треугольник. Верди не полностью оркестровал партии сценического оркестра, а скорее сочинил их в стиле фортепианной редукции, оставив фактическую реализацию человеку, отвечающему за оркестровую банду. За прошедшие годы было создано множество версий, варьирующихся в зависимости от доступных инструментов, но ни одна из них не является единственно верной. Распространённая версия: 1 пикколо, 4 кларнета, 2 валторны, флюгельгорн, 3 трубы, не менее 2 тромбонов, низкие духовые (количество не указано), бас-барабан.

## История создания

### Предыстория
Изданный в 1848 году роман Александра Дюма-сына «Дама с камелиями» получил значительную известность и был переработан им в пьесу, с успехом идущую на сцене. Однако некоторое время автору не удавалось найти театр, который бы решился на постановку его драмы, так как она признавалась не сценичной и аморальной.
В начале 1850 года Дюма вернулся к пьесе и переработал её, осуществив новую редакцию. Через несколько месяцев он встретил на Итальянском бульваре театрального директора Бюффе, который, зная о существовании этой пьесы, пообещал Дюма, что если он, как предполагается, возглавит театр «Водевиль», то поставит в нём «Даму с камелиями». В следующем году, после возвращения писателя из Германии, как и обещал Бюффе, в возглавляемом им театре приступили к репетициям. Однако на этот раз возникло новое препятствие: сюжет для того времени был слишком смелый, в связи с чем министр полиции Леон Фоше запретил пьесу. Писатель попросил своего отца убедить цензора де Бофору снять запрет, но тот остался непреклонен, заявив, что не может дать разрешения на постановку, в том числе и потому, что это повредит репутации обоих Александров Дюма. Госпожа Эжени Дош[fr], которая должна была исполнять роль Маргариты, в своих хлопотах о пьесе дошла до Луи-Наполеона, с которым познакомилась в Лондоне. На одну из репетиций пришёл брат принца-президента герцог Морни, потребовавший «на всякий случай» перестраховаться и получить «свидетельство о морали» для пьесы, подписанное тремя знаменитыми писателями. Дюма-сын показал драму Жюлю Жанену, Леону Гозлану и Эмилю Ожье, и те рекомендовали её к постановке. Однако даже это не помогло. Лишь после переворота 2 декабря Морни, сменивший на короткое время Фоше, снял запрет на постановку. Премьера пьесы прошла в феврале 1852 года с большим успехом, спектакль стал сенсацией в культурной жизни Парижа. Андре Моруа писал, что успех драмы был поразителен, а Дюма «наперебой вызывали, забрасывая его мокрыми от слёз букетами», которые, по свидетельству Теофиля Готье, дамы «срывали со своей груди».
Мимо сюжета пьесы не смог пройти и Джузеппе Верди, находившийся в тот период в столице Франции. Известно, что композитор в 1852 году лично присутствовал на театральной постановке этой пьесы в Париже. В это время Верди работал над оперой «Трубадур». В апреле 1851 года в одном из писем к её либреттисту Сальваторе Каммарано композитор писал, что, в связи с возникшими драматургическими трудностями, если тот решит отказаться от работы над оперой, если сюжет не привлекает Каммарано, можно обратиться к другому. Новый сюжет для сценария он характеризует как «простой и сердечный, о котором можно сказать, что он почти готов, если хотите, я вам его вышлю, и не будем больше думать об этом „Трубадуре“». Предполагается, что Верди под основой для либретто другой оперы имеет в виду сюжет «Дамы с камелиями».

### Прототипы
Так как опера была написана по мотивам романа «Дама с камелиями», в основу которого были положены автобиографические записи, главным персонажам оперы соответствуют реальные прототипы. Прототипом Виолетты стала знаменитая парижская куртизанка Мари Дюплесси, считавшаяся не только очень красивой, но также и весьма умной женщиной. Среди поклонников Дюплесси был и Александр Дюма-сын. Считается, что в разрыве с Дюплесси и отъезде сына виноват Дюма-отец. Вернувшись в Париж, Дюма-сын не застал любимую в живых — она умерла от туберкулёза в 1847 году. Через некоторое время вышел роман «Дама с камелиями». В 1848 году роман был переработан для театральной постановки, но был разрешён только четыре года спустя, поскольку был признан безнравственным. Однако эта, получившая ещё при жизни Дюма распространение версия, противоречит его письму к неизвестному корреспонденту, в котором писатель утверждает, что в его произведении нашли отражение лишь некоторые внешние черты Дюплесси, а не факты из её короткой жизни.
| Персонаж оперы  |  | Персонаж романа | Прототип            |
| --------------- |  | --------------- | ------------------- |
| Виолетта Валери |  | Маргарита Готье | Мари Дюплесси       |
| Альфред Жермон  |  | Арман Дюваль    | Александр Дюма-сын  |
| Жорж Жермон     |  | Жорж Дюваль     | Александр Дюма-отец |
| Барон Дуфоль    |  | Граф N          | Собирательный образ |
| Флора Бервуа    |  | Олимпия         | неизвестен          |

## Фрагменты
- Дуэт Libiamo ne’ lieti calici;
- Дуэт Un dì, felice, eterea.

## Дискография
Исполнители: Виолетта — Личия Альбанезе, Альфред — Жан Пирс, Жермон — Роберт Мерилл, хор и оркестр NBC, дирижёр — Артуро Тосканини.
Исполнители: Виолетта — Елизавета Шумская, Альфред — Иван Козловский, Жермон — Павел Лисициан, хор и оркестр Большого театра СССР, дирижёр — Александр Орлов, 1947 год.
Исполнители: Виолетта — Елизавета Шумская, Альфред — Сергей Лемешев, Жермон — Павел Лисициан, Флора — О. Инсарова, Гастон — Б. Бобков, барон Дюфоль — М. Соловьёв, маркиз — Г. Воробьёв, доктор Гренвиль — В. Горбунов, Аннина — Т. Парфененко. Хор и оркестр Большого театра СССР. Дирижёр С. Сахаров. 1951 год.
Исполнители: Виолетта — Рената Тебальди, Альфред — Гиацинт Пранделли, Жермон — Джино Орландини, Флора — Лилиана Пеллегрино, хор и оркестр Итальянского радио, дирижёр — Карло Мария Джулини, 1952 год.
Исполнители: Виолетта — Мария Каллас, Альфред — Франческо Альбанезе, Жермон — Уго Саварезе, Coro Cetra, Оркестр радио Турина, дирижёр — Габриэле Сантини, 1953 год.
Исполнители: Виолетта — Г. Диомидова, Альфред — Сергей Лемешев, Жермон — Павел Лисициан. Хор и оркестр Большого театра СССР. Дирижёр Т. А. Докшицер. 1956 год.
Исполнители: Виолетта — Мария Каллас, Альфред — Альфредо Краус, Жермон — Марио Серени, хор и оркестр театра «Сан-Карлуш» (Лиссабон), дирижёр — Франко Гийоне, 1959 год.
Исполнители: Виолетта — Тереза Стратас, Альфред — Фриц Вундерлих, Жермон — Герман Прей, Аннина — Бригитта Фассбендер. Хор и оркестр Bayerisches Staatsorchester, Мюнхен. Дирижёр Джузеппе Патане. 1965 год.
Исполнители: Виолетта — Монсеррат Кабалье, Альфред — Карло Бергонци, Жермон — Шерил Милнс, хор и оркестр итальянского отделения RCA, дирижёр — Жорж Претр, 1967 год.
Исполнители: Виолетта — Галина Вишневская, Альфред — Владимир Атлантов, Жермон — Алексей Большаков, хор и оркестр Большого театра СССР, дирижёр — Борис Хайкин, 1968 год.
Исполнители: Виолетта — Беверли Силлз, Альфред — Николай Гедда, Жермон — Роландо Панераи, Королевский филармонический оркестр, дирижёр — Альдо Чеккато, 1971 год.
Исполнители: Виолетта — Джоан Сазерленд, Альфред — Лучано Паваротти, Жермон — Маттео Манугуерра. Дирижёр Ричард Бонинг. London Opera Chorus. National Philharmonic Orchestra. DECCA. 1980 год.
Исполнители: Виолетта — Рената Скотто, Альфред — Альфредо Краус, Жермон — Renato Bruson. Дирижёр — Риккардо Мути. Ambrosian Opera Chorus. Phillharmonia Orchestra. EMI Records. 1982 год.
Исполнители: Виолетта — Кристина Галлардо-Домас, Альфред — Роберто Ароника, Жермон — Владимир Чернов, хор и оркестр театра «Метрополитен-опера», дирижёр — Роберто Аббадо, 2000 год.
Исполнители: Виолетта — Анна Нетребко, Альфред — Роландо Вильясон, Жермон — Томас Хэмпсон, Венский филармонический оркестр, дирижёр — Carlo Rizzi, Зальцбургский фестиваль, 2005 год.
Исполнители: Виолетта — Амалия Гогешвили, Альфред — Сергей Балашов, Жермон — Евгений Поликанин, Флора — Ирина Ващенко, Гастон — Валерий Микицкий, Дуфоль — Дмитрий Ульянов, Маркиз — Денис Макаров, Доктор — Дмитрий Степанович, Аннина — Валерия Зайцева, хор и оркестр Московского музыкального театра им. Станиславского и Немировича-Данченко, дирижёр — Феликс Коробов, 2007 год.
Исполнители: Виолетта — Диана Дамрау, Альфред — Пётр Бечала, Жермон — Желько Лучич. Оркестр и хор театра Ла Скала, дирижёр — Даниэле Гатти, Открытие сезона в Театре Ла Скала. 2013 год.

## Видеозаписи
Исполнители: Виолетта — Анна Нетребко, Альфред — Роландо Вильясон, Жермон — Томас Хэмпсон, Венский филармонический оркестр, дирижёр — Карло Рицци, реж. Вилли Деккер, Зальцбургский фестиваль, 2005 год;
Исполнители: Виолетта — Мирей Делюнш, Альфред — Мэтью Поленцани, Жермон — Желько Лучич. Оркестр Парижа, дирижёр — Ютака Садо, реж. Петер Муссбах, Экс-ан-Прованский оперный фестиваль, 2003.

## Кинематограф
- 1968 — «Травиата» — фильм-опера режиссёра Марио Ланфранки[итал.], в главных партиях: Виолетта — Анна Моффо, Альфред — Франко Бонисолли[итал.], Жермон — Джино Бекки. Хор и оркестр Римской оперы, дирижёр — Джузеппе Патане[итал.].
- 1982 (1983) — «Травиата» — фильм-опера режиссёра Франко Дзеффирелли (Италия). Исполнители: Виолетта — Тереза Стратас, Альфред — Пласидо Доминго, Жермон — Корнелл МакНейл, хор и оркестр театра Метрополитен Опера, дирижёр — Джеймс Левайн, солисты в танцевальных номерах: Екатерина Максимова и Владимир Васильев.
- 2000 — «Травиата в Париже» — фильм-опера режиссёра Джузеппе Патрони Гриффи и продюсера Андреа Андермана. Главный оператор — Витторио Стораро. В главных партиях: Виолетта — Этери Гвазава, Альфред — Хосе Кура, Жермон — Роландо Панераи. Национальный симфонический оркестр телерадиокомпании RAI (Турин), дирижёр — Зубин Мета. Хор «I Solisti Cantori», хормейстер — Эмануэла Ди Пьетро.

## В астрономии
В честь главной героини оперы Джузеппе Верди назван астероид Виолетта, открытый в 1905 году немецким астрономом Максом Вольфом.

## Музыкальные фрагменты
| Ah! fors'è lui и Sempre libera, первый акт. Исполняет Lucrezia Bori, 1910 |
| Ah, fors e lui. Исполняет Нелли Мельба, 1907                              |
| Sempre libera. Нелли Мельба, 1904                                         |